# (2173) Maresjev
(2173) Maresjev (1974 QG1) – planetoida z pasa głównego asteroid okrążająca Słońce w ciągu 5,56 lat w średniej odległości 3,14 au. Odkryta 22 sierpnia 1974 roku.